# تياغو ماسييل
تياغو ماسييل (بالبرتغالية: Thiago Maciel Santiago‏) هو لاعب كرة قدم برازيلي في مركز ظهير ‏، ولد في 7 أغسطس 1982 في سانتانا دو ليفرامينتو ‏ في البرازيل. لعب مع سبارتاك فلاديقوقاز ونادي أمريكا ونادي أولاريا أتلتيكو ونادي باهيا ونادي تومبينس ونادي غواراني ونادي فاسكو دا غاما ونادي يبيرانغا.